# Mathías Laborda
Mathías Laborda, né le 15 septembre 1999 à Fray Bentos en Uruguay, est un footballeur uruguayen jouant au poste de défenseur central au Whitecaps de Vancouver en MLS.

## Biographie

### En club

#### Débuts au Nacional
Né à Fray Bentos en Uruguay, Mathías Laborda est formé par le Club Nacional. Il joue son premier match en professionnel le 8 mai 2019, lors d'un match de Copa Libertadores contre le Cerro Porteño. Il entre en jeu à la place de Felipe Carvalho et les deux équipes se neutralisent (1-1).
Lors de la saison 2019 il est sacré pour la première fois champion d'Uruguay.
Le 19 juin 2020, Laborda prolonge son contrat jusqu'en décembre 2021.
Le 25 octobre 2021, il prolonge de nouveau son contrat avec le Club Nacional pour une saison supplémentaire, soit jusqu'en décembre 2022.
Avec le Club Nacional, Laborda atteint les quarts de finales de la Copa Libertadores 2020, où son équipes est battue sur l'ensemble des deux rencontres par les Argentins de River Plate. Il est titulaire lors de ces deux matchs, le 11 décembre à l'aller (2-0) et au retour le 18 décembre suivant (2-6).

#### Suite en MLS
Le 9 janvier 2023, les Whitecaps de Vancouver, franchise de Major League Soccer, annoncent la signature de Laborda pour un contrat de trois ans.

### En sélection
Mathías Laborda représente notamment l'équipe d'Uruguay des moins de 20 ans de 2018 à 2019.

## Palmarès
Club Nacional
- Champion d'Uruguay en 2019, 2020 et 2022.
- Vainqueur de la Supercoupe d'Uruguay en 2021.